# Lew Konstantinowitsch Knipper
Lew Konstantinowitsch Knipper, russisch Лев Константинович Книппер (* 21. Novemberjul. / 3. Dezember 1898greg. in Tiflis; † 30. Juli 1974 in Moskau), war ein sowjetischer Komponist.

## Leben
Lew Knipper entstammte einer angesehenen Familie. Seine Tante war die Schauspielerin Olga Leonardowna Knipper, seine ältere Schwester Olga Tschechowa ebenfalls eine bekannte Schauspielerin. Knipper brachte sich bereits als Kind mit Hilfe eines Musikbuches das Klavierspiel bei. Nach fünfjährigem Militärdienst in Fernen Osten studierte er in Moskau bei Elena Gnessina, Reinhold Glière sowie Nikolai Schiljajew. Eine Zeitlang studierte er auch bei Julius Weismann in Freiburg im Breisgau sowie Philipp Jarnach in Berlin. 1921/22 war er Hilfsregisseur am Moskauer Künstlertheater, 1929/30 musikalischer Berater am Musiktheater Nemirovič-Dančenko. Anschließend unternahm er musikethnographische Studienreisen durch den Nordkaukasus (1930) sowie in den Pamir (1931). 1932 wurde er musikalischer Instruktor zunächst bei der Fernost-Spezialarmee, dann bei der Sowjetarmee. Seit 1933 wirkte er als Dirigent und war später erneut bei der Armee (1942 und 1944 im Iran, 1945 in der Ukraine, ab 1946 in der Burjat-Mongolischen Autonomen Republik). 1948 wurde er von den Formalismusvorwürfen Schdanows und Chrennikows mitbetroffen, und war einer der wenigen Komponisten, die sich mit eigener Kritik zur Wehr setzten.

## Werke
Knipper komponierte unter anderem 5 Opern, Ballette, Filmmusik sowie 20 Sinfonien (1927–1973). In den 1920er Jahren zeigte er sich von der westlichen musikalischen Avantgarde beeinflusst. In den 1930er Jahren schwenkte er weitgehend auf die Ziele des Sozialistischen Realismus ein und wurde einer der herausragenden Vertreter der sogenannten „Lied-Sinfonie“, die eingängige „Massenlieder“ (populäre Musik) in die Instrumentalstruktur zu integrieren versucht. Die 4. Sinfonie (1933/34) mit dem Titel Das Lied vom Kämpfer-Komsomolzen beinhaltet das Lied Wiesenland (Poljuschko Polje), das zu großer Popularität gelangte und vielfach für ein originales Volkslied gehalten wurde, während sich die Sinfonie selbst (wie auch seine übrigen Sinfonien) nicht im Repertoire halten konnte.
Knipper schrieb außerdem Vokalmusik und mehrere Opern: Nordwind (Severny Weter) 1929/30, Maria 1936/38, Auf dem Baikal (Na Baikale, 1948), Die Schauspielerin 1942, Wurzel des Lebens (Koren Shisni) 1949; 2. Fass. als Herz der Taiga/Serdze Taigi,  1958, Murat (1959).
Knippers Forschungstätigkeit im Bereich der Volksmusik (u. a. turkmenische, kirgisische und tadschikische Folklore) schlug sich auch in seiner Musik nieder. Ab den 1960er-Jahren übernahm er – wenn auch stark abgemildert – progressivere Ausdrucksmittel in sein Werk, so auch im Konzertpoem für Cello und Kammerorchester (1971), das unterschiedliches Schlagwerk als koloristisches Mittel einsetzt.